# Филип Георгиевски
Филип Георгиевски (на македонска литературна норма: Филип Георгиевски) е поет от Северна Македония.

## Биография
Роден е в 1975 година в Скопие, тогава в Югославия. Завършва природо-математическа гимназия. Автор е на стихосбирки, публикувани от издателство „Бата пресс милениум“.

## Творчество
- „Ново Видение“ (2010),
- „Чудодејствија” (2011)[1]
- „Под стреите на темнината“ (2011),
- „Соголување” (2012).